# Divisió administrativa de Gal·les
Des de l'any 1996, Gal·les s'estructura en 22 comarques – "àrees principals" (prif ardaloedd en gal·lès / principal areas en anglès) – que es basen en l'estructura tradicional de comtats del país i en les conurbacions urbanes.

## Divisió territorial actual
L'1 d'abril del 1996, el Parlament de la Gran Bretanya aprovà la Local Government (Wales) Act 1994 que modificà l'estructura del 1972 per acostar més aquest nivell de decisió als habitants del país. Gal·les passà a dividir-se en 22 Autoritats Unitàries: 9 comtats tradicionals, 3 ciutats i 10 "County Boroughs" (un "county borough" és un ens administratiu de la Gran Bretanya format per un municipi o una ciutat amb la seva àrea d'influència).
Les àrees es corresponen amb comtats, tret de les marcades * (ciutats) o † ("County Boroughs") – amb noms en anglès entre parèntesis
| 1. Merthyr Tudful (Merthyr Tydfil) † 2. Caerffili (Caerphilly) † 3. Blaenau Gwent † 4. Torfaen † 5. Sir Fynwy (Monmouthshire) 6. Casnewydd (Newport) * 7. Caerdydd (Cardiff) * 8. Bro Morgannwg (Vale of Glamorgan) † 9. Pen-y-bont ar Ogwr (Bridgend) † 10. Rhondda Cynon Taf † 11. Castell-nedd Port Talbot (Neath Port Talbot) † 12. Abertawe (Swansea) * 13. Sir Gaerfyrddin (Carmarthenshire) 14. Ceredigion 15. Powys 16. Wrecsam (Wrexham) † 17. Sir y Fflint (Flintshire) 18. Sir Ddinbych (Denbighshire) 19. Conwy † 20. Gwynedd 21. Ynys Môn (Isle of Anglesey) 22. Sir Benfro (Pembrokeshire) | Divisió territorial actual |

Per sota d'aquest nivell, les unitats administratives es divideixen en cymuned (comunitats), que equivaldrien als municipis (llista de totes les comunitats de Gal·les).

## Serveis d'emergència

### Divisió policíaca
El territori gal·lès es distribueix en quatre zones policials:
| 1. Heddlu Gogledd Cymru 2. Heddlu Dyfed Powys 3. Heddlu De Cymru 4. Heddlu Gwent | Divisió policiaca |

### Bombers i serveis de rescat
Des del 1996, els bombers del país s'estructuren en tres zones:
| 1. Gwasanaeth Tân ac Achub Gogledd Cymru 2. Gwasanaeth Tân ac Achub Canolbarth a Gorllewin Cymru 3. Gwasanaeth Tân ac Achub De Cymru | Divisió de bombers i serveis de rescat |

## Divisions territorials històriques

### Comtats històrics de Gal·les
Gal·les té tretze comtats històrics, que es formaren especialment el 1282 rere la conquesta d'Eduard I d'Anglaterra (Sir Gaerfyrddin, Sir Aberteifi, Sir y Fflint, Sir Feirionnydd, Sir Gaernarfon i Sir Fôn) i el 1535, quan la Laws in Wales Act convertí diverses zones de marca en comtats (Sir Frycheiniog, Sir Faesyfed, Sir Drefaldwyn, Sir Ddinbych). El comtat de Sir Benfro i el senyoriu de Sir Forgannwg són anteriors a la conquesta anglesa; i Sir Fynwy fou considerat un comtat anglès fins al 1974.
| 1. Sir Fynwy 2. Sir Forgannwg o Morgannwg 3. Sir Gaerfyrddin o Sir Gâr 4. Sir Benfro 5. Sir Aberteifi o Ceredigion 6. Sir Frycheiniog 7. Sir Faesyfed 8. Sir Drefaldwyn 9. Sir Ddinbych 10. Sir y Fflint 11. Sir Feirionnydd o Meirionnydd 12. Sir Gaernarfon 13. Sir Fôn | Comtats històrics de Gal·les |

### Comtats de laLocal Government Actdel 1888
Del 1889 al 1974, i d'acord amb la Local Government Act del 1988, l'estructura administrativa de Gal·les es basà en els comtats administratius. Aquests eren molt semblants als comtats històrics del País, però no n'eren idèntics pel que fa als límits. Els noms oficials eren en anglès (entre parèntesis, la forma gal·lesa):
1.  Monmouthshire (Sir Fynwy) - 2.  Glamorganshire o Glamorgan (Morgannwg) - 3.  Carmarthenshire (Sir Gaerfyrddin) - 4.  Pembrokeshire (Sir Benfro) - 5.  Cardiganshire (Sir Aberteifi) - 6.  Brecknockshire o Breconshire (Sir Frycheiniog) - 7.  Radnorshire (Sir Faesyfed) - 8.  Montgomeryshire (Sir Drefaldwyn) - 9.  Denbighshire (Sir Ddinbych) - 10. 
Flintshire (Sir y Fflint) - 11.  Merionethshire (Sir Feirionnydd) - 12.  Caernarfonshire (Sir Gaernarfon) - 13.  Anglesey (Ynys Môn)
Es crearen també quatre "County Boroughs": Cardiff (Caerdydd), Swansea (Abertawe), Newport (Casnewydd) i Merthyr Tydfil (Merthyr Tudful)

### Comtats de laLocal Government Actdel 1972
El 1974, els comtats de 1889 foren abolits i reemplaçats per vuit noves divisions, també anomenades comtats segons la Local Government Act 1972 (1972 c. 70). Totes elles duien el nom només en gal·lès, a part de les tres de Glamorgan, que també tenien nom en anglès. Aquesta estructura es mantingué fins al 1996.
| 1. Gwent 2. South Glamorgan (De Morgannwg) 3. Mid Glamorgan (Morgannwg Ganol) 4. West Glamorgan (Gorllewin Morgannwg) 5. Dyfed 6. Powys 7. Gwynedd 8. Clwyd | Divisió dels Comtats de la Local Government Act del 1972 |